# Hysen Memolla
Hysen Memolla (ur. 3 lipca 1992 w Kavajë) – albański i włoski piłkarz, w latach 2017–2021 reprezentant Albanii.